# Зарубин, Пётр Васильевич
Пётр Васильевич Зарубин (1932, Париж — 19 марта 2017 года, Москва) — учёный в области лазерной техники, кандидат физико-математических наук, профессор, лауреат Государственной премии СССР. Лауреат премии правительства РФ в области науки и техники. Альпинист, полярник.

## Биография
Пётр Васильевич Зарубин родился  20 октября 1932 года в семье разведчиков Василия Михайловича Зарубина (1894—1972) и Елизаветы Юльевны Зарубиной (урождённой Розенцвейг), (1900—1987).
- 1957 — Московский Физико-технический институт.
- доктор технических наук,
- профессор.

Пётр Васильевич — начальник главка Министерства оборонной промышленности. Заместитель председателя межведомственного Совета по квантовой электронике. Член Военно-промышленной комиссии. В начале Председатель Всесоюзной маршрутно-квалификационной комиссии при Совете по туризму ВЦСПС.
Умер 19 марта 2017 года. Похоронен рядом с родителями на Калитниковском кладбище.

### Публикации[3]
1. Академик Басов, «мощные лазеры и проблема противоракетной обороны» // П. В. Зарубин // Квантовая электроника, 32:12 (2002), 1048—1064
2. «Теоретическое исследование спектра генерации импульсного электроионизационного 12C18O2-лазера» // А. Д. Быков, М. Г. Галушкин, П. В. Зарубин, В. Г. Лякишев, В. И. Родионов, А. М. Серёгин, О. Н. Улеников, Н. Д. Устинов, Н. В. Чебуркин // Квантовая электроника, 14:1 (1987), 158—163
3. «Влияние неактивных зон резонатора на спектр излучения электроионизационных CO2-лазеров» // М. Г. Галушкин, П. В. Зарубин, В. Г. Лякишев, В. И. Родионов, А. М. Серёгин, Н. В. Чебуркин // Квантовая электроника, 13:2 (1986), 255—259
4. «Исследование выходных характеристик импульсного электроионизационного лазера на изотопах двуокиси углерода» // C. В. Бардаковский, Н. М. Владимирова, П. В. Зарубин, В. Г. Лякишев, А. А. Холодилов, В. М. Царев, Н. В. Чебуркин // Квантовая электроника, 12:3 (1985), 622—624.

## Награды
- Государственная премия СССР.
- Премия Правительства Российской Федерации в области науки и техники.
- Орден Почёта.

## Интересные факты
Участвовал:
— 5-я советская антарктическая экспедиция;

— спасательные работы на пике Е.Корженевской и пике Коммунизма (спасение ректора МГУ Р. В. Хохлова, ночное строительство посадочной площадки на Памирском фирновом плато для посадки вертолета пилота И.Иванова на высоте 5900 м).
В начале 60-х годов был председателем Всесоюзной маршрутно-квалификационной комиссии при Совете по туризму ВЦСПС.